# Goodbye (canción de Jason Derulo)
«Goodbye» es una canción del cantante estadounidense Jason Derulo y del DJ francés David Guetta con colaboración de Nicki Minaj y Willy William. Fue escrito por Guetta, Philippe Greiss, William, David Santo Fleur, Arte Beatz, Curtis Gris, Jean-Michel Sissoko, Dj Paulito, Jazelle Rodriguez, Christopher Tempest, Kinda Ingrosso, Minaj, Derulo, Francesco Sartori, Lucio Quarantotto y Franck Peterson. Los tres últimos aparecen en los créditos debido a la inclusión de elementos de su composición "Con te partirò ". "Goodbye" está incluido en el álbum 7 y también en el quinto álbum de Jason Derulo.
La canción debutó el 23 de agosto de 2018, y fue lanzada un día después por las discográficas: What a Music, Parlophone, Beluga Heights y Warner Bros. Es la séptima canción del álbum 7 de David Guetta y se presentó junto con otra canción de David llamada "Drive".

## Antecedentes
El 24 de agosto de 2018, Guetta presentó el séptimo y octavo sencillo de su séptimo álbum 7, «Goodbye» y «Drive» (con Black Coffee con Delilah Montagu) respectivamente. «Goodbye» es una colaboración con el cantante Jason Derulo y la rapera Nicki Minaj, así como con el DJ Willy William. Guetta y Minaj ya habían colaborado anteriormente cuatro veces, primero en 2011 con «Where Them Girls At» y «Turn Me On», ambas publicadas en el quinto álbum de Guetta, Nothing but the Beat. En 2015, colaboraron en «Hey Mama»para su sexto álbum Listen. En 2017, lanzaron «Light My Body Up». Mientras tanto, Minaj y Derulo colaboraron por primera vez en 2010 cuando ella presentó el remix de su sencillo «In My Head», tomado del álbum homónimo de estudio de Derulo. Más tarde, se reunieron en 2017 para la colaboración «Swalla».
El vídeo de la canción se lanzó junto con el anuncio de la canción el 23 de agosto de 2018. El vídeoclip oficial fue publicado el 22 de octubre de 2018.

## Actuaciones en vivo
Guetta, Derulo y Minaj interpretaron la canción en 2018 en los MTV Europe Music Awards.

## Personal
Créditos tomados del folleto que acompaña al álbum de Jason Derulo.
- David Santo Fleur – productor
- David Guetta – productor, DJ
- Vodka – productor
- Phil Greiss – Productor, ingeniero
- Kat Dahlia - escritor
- Jazelle "JVZEL" Rodriguez - escritor
- Ludovic Mullor – Ingeniero
- Ben Hogarth – ingeniero
- Aubry "Big Juice" Delaine – ingeniero
- Luca Pretolesi – mezclador
- Jason Derulo – cantante
- Nicki Minaj – cantante
- Willy William – cantante

## Listas
| Chart (2018)                                | Peak position |
| ------------------------------------------- | ------------- |
| Australia (ARIA)                            | 33            |
| Austria (Ö3 Austria Top 40)                 | 57            |
| Bélgica (Flandes) (Ultratop 50)             | 20            |
| Bélgica (Valonia) (Ultratop 50)             | 15            |
| Canadá (Canadian Hot 100)                   | 68            |
| Croatia (HRT)                               | 65            |
| France (SNEP)                               | 30            |
| Alemania (Media Control AG)                 | 47            |
| Greece International Digital Singles (IFPI) | 79            |
| Irlanda (IRMA)                              | 27            |
| Italia (FIMI)                               | 92            |
| Líbano (Lebanese Top 20)                    | 7             |
| Países Bajos (Dutch Top 40)                 | 10            |
| Países Bajos (Mega Single Top 100)          | 16            |
| New Zealand Hot Singles (RMNZ)              | 7             |
| Noruega (VG-lista)                          | 25            |
| Polonia (Polish Airplay Top 100)            | 25            |
| Rumania (Airplay 100)                       | 77            |
| Escocia (Scottish Singles Sales Chart)      | 15            |
| Eslovaquia (Rádio Top 100)                  | 9             |
| Spain (PROMUSICAE)                          | 66            |
| Suecia (Sverigetopplistan)                  | 16            |
| Suiza (Schweizer Hitparade)                 | 50            |
| Reino Unido (UK Singles Chart)              | 26            |
| US Digital Song Sales (Billboard)           | 21            |
| Estados Unidos (Mainstream Top 40)          | 26            |
| Venezuela (National-Report)                 | 5             |

| Chart (2018)                | Position |
| --------------------------- | -------- |
| Países Bajos (Dutch Top 40) | 80       |

## Historial de lanzamiento
| Región/es      | Fecha                   | Formato                | Versión     | Discográfica | Ref.   |
| -------------- | ----------------------- | ---------------------- | ----------- | ------------ | ------ |
| Varias         | 24 de agosto de 2018    | Descarga digital       | Original    | What a Music | [ 35 ] |
| Estados Unidos | 4 de septiembre de 2018 | Contemporary hit radio | Original    | Warner Bros. | [ 36 ] |
| Varios         | 23 de noviembre de 2018 | Descarga digital       | R3HAB Remix | What a Music | [ 37 ] |